# 栗田ひろみ
栗田 ひろみ（くりた ひろみ、1957年9月2日 - ）は、日本の元女優、タレント。
本名：栗田 裕美（読み同じ）。東京都豊島区東池袋出身。東京成徳高等学校（現・東京成徳大学高等学校）卒業。

## 来歴・人物
豊島区立雑司谷中学校1年生の夏休み、赤坂のTBSホールへ公開番組『ハット・ピンキー!』を見に行った際、スカウトされ芸能界入り。CM出演で芸能界デビュー。1972年、大島渚監督の映画『夏の妹』の主役に抜擢されて注目を集める。その後、テレビや雑誌グラビアへの露出が増えるに連れて人気が高まる。
翌1973年、映画『放課後』、『ときめき』、テレビドラマ『伊豆の踊り子』に主演して人気が沸騰。少し翳りのある優等生のイメージで多くのCMに出演し、ワーナー・パイオニアからレコードデビューも果たす。
1974年10月、週刊プレイボーイ特別編集の大判写真誌「プレイガール」の表紙を篠山紀信撮影のヌードで飾った。その後も映画やテレビで活動を続けるが、1980年大晦日で芸能界を引退。翌1981年石油会社に勤めるサラリーマンと結婚した。
2006年にDVD化された『放課後』のオーディオコメンタリーに地井武男と共に参加、撮影当時の思い出話に花を咲かせた。

## 出演作品

### 映画
- 夏の妹（1972年、創造社＝ATG）
- 放課後（1973年、東宝映画）
- ときめき（1973年、松竹大船）
- 街の灯（1974年、松竹＝田辺エージェンシー）
- 樺太1945年夏 氷雪の門（1974年、東洋映画）
- 沖縄10年戦争（1978年、東映京都）
- 地獄（1979年、東映京都）
- 子どものころ戦争があった（1981年、松竹）

### テレビドラマ
- さすらい（1971年、NHK）
- あしたに駈けろ!（1972年、CX）
- 伊豆の踊り子（1973年、KTV）
- さよなら・今日は（1973年、NTV）
- お姉ちゃん（1973年、TBS）
- 刑事くん 第２部 第26話 「死ぬまで許すな」（1973年10月8日、TBS）
- 6羽のかもめ（1974年、CX） - ひろみ
- 十手無用 九丁堀事件帖（1975年、NTV） - おくみ
- 火曜劇場 / 微笑（1975年、NTV）
- 破れ傘刀舟 悪人狩り 第90話「さすらい母恋い唄」（1976年、NET） - お京
- 夫婦旅日記 さらば浪人（1976年、CX） - 千春
  - 第1話「雨あがる」
  - 第2話「春の城下町」
  - 第3話「虹を渡る武士」
  - 第4話「恋しのぶ宿」
  - 第11話「おっかさん一筆啓上」
  - 第13話「暮六ツの鐘が鳴る」
  - 第20話「神かくしの村」
  - 第21話「われこそは花嫁の父」
  - 第24話「ふるさとへの旅路」
- 大都会 闘いの日々 第17話「約束」（1976年、NTV） - みどり
- 五街道まっしぐら! 第2話「呪いの美女狩り」（1976年、NET）
- 太陽にほえろ! 第231話「孤独」（1976年、NTV） - 辻井君子
- 同心部屋御用帳 江戸の旋風II 第33話「悲しい幼な妻」（1976年、CX / 東宝）
- 刑事物語・星空に撃て! 第9話「犯人は私の息子だ」（1976年、CX / 大映テレビ）
- 夜明けの刑事 第95話「フランケンシュタインの怒り」(1976年、TBS / 大映テレビ)
- 新・座頭市（CX / 勝プロ）
  - 第1シリーズ 第22話「浪人子守旅」（1977年） - おちょう
  - 第2シリーズ 第3話「天保元年駕籠戦争」（1978年） - おりん
- いろはの"い" 第31話「協力者」（1977年、NTV） - 古川ミチコ
- 江戸を斬るIII　第13話「金四郎の結婚」（1977年、TBS/C.A.L）-お久美
- 俺たちの朝 第46話「ふるさとと家出娘と焼きそこないのパン」（1977年、NTV） - ひろ子
- 同心部屋御用帳 江戸の旋風III 第41話「あぶない年頃」（1978年、CX / 東宝）
- 達磨大助事件帳 第24話「愛憎の架け橋」（1978年、ANB / 前進座 / 国際放映） - お久
- 白い波紋 第6話（1977年、TBS）-高村孝子
- 大江戸捜査網 第356話「身代り殺人の秘めた謎」（1978年、12ch / 三船プロ） - おけい
- 大岡越前 第5部 第20話「酒に呑まれた男」（1978年6月19日、TBS / C.A.L） - お袖
- 人情紙風船（1978年、NHK）
- 土曜ワイド劇場「涙・あいつは今夜もいない」（1978年、ANB）
- 必殺シリーズ（ABC / 松竹）
  - 江戸プロフェッショナル・必殺商売人 第21話「暴走を操る悪の大暴走」（1978年、ABC / 松竹） - おしま
  - 翔べ! 必殺うらごろし 第1話「仏像の眼から血の涙が出た」（1978年、ABC） - お鶴
- 浮浪雲 第6話（1978年、ANB）
- 東京メグレ警視シリーズ 第5話「警視とガールフレンド」（1978年、ABC）
- 暴れん坊将軍 第30話「裏切り御免!」（1978年、ANB / 東映） - お光
  - 第126話　「二万両で売った恋」 (1980年8月23日） - 多恵
- 若さま侍捕物帳 第8話「参上!! 殺しの番号」（1978年、ANB）
- 横溝正史シリーズ / 不死蝶（1978年、MBS）- 矢部都
- 遠山の金さん 杉良太郎版（NET/東映）第2シリーズ 第9話「秩父数え唄ひとつとせ」（1979年）- お仲
- そば屋梅吉捕物帳 第3話「男一匹八百八町」（1979年、12ch / 国際放映） - お加代
- 長七郎天下ご免! （ANB / 東映）
  - 第5話「情け! 高麗人参」（1979年）- おきぬ
  - 第52話「一揆!太助がさらわれた!?」（1980年）- お袖
- 鉄道公安官 第28話「スリからスッた公安官」（1979年、ANB / 東映）
- 新五捕物帳 第89話「涙にくれた父の背」（1979年、NTV / ユニオン映画） - お品
- 逢いたくて（1980年、MBS）
- 斬り捨て御免! 第1リシーズ 第21話「男に惚れたはぐれ鳥」（1980年、12ch） - おもん
- 騎馬奉行 第16話「殺人予告! 地獄からの挑戦」（1980年、KTV） - およね
- 桃太郎侍（1980年、NTV）
  - 第168話「よろず心配ごと指南」
  - 第169話「百拾番は殺しの番号」
  - 第170話「お化け長屋の花魁道中」
- 87分署シリーズ・裸の街 第18話「偽証の盲点」
- 旅がらす事件帖 第8話「直訴状に手を出すな」（1980年） - お小夜
- 柳生あばれ旅 第10話「地獄屋敷の天使 -掛川-」（1980年） - おとき

### ラジオドラマ
- 三人家族（1979年10月13日、NHK） ※第34回芸術祭賞ドラマ部門優秀賞[5]

### CM
- 森永製菓 - 小枝（1971年 - ）※ 初代CMイメージキャラクター。「小森のオバチャマ」で知られる小森和子が声で出演[6][7]
- 花王 - オイル・シャンプー ブラウンヘアー・トリマー

## ディスコグラフィ
- 全てワーナー・パイオニアからリリース。

### シングル
| # | 発売日         | A/B面 | タイトル       | 作詞       | 作曲     | 編曲       | 規格品番 |
| - | -------------- | ----- | -------------- | ---------- | -------- | ---------- | -------- |
| 1 | 1973年 2月10日 | A面   | 太陽のくちづけ | 山口あかり | 森田公一 | 馬飼野俊一 | L-1120W  |
| 1 | 1973年 2月10日 | B面   | ほほえみの天使 | 山上路夫   | 森田公一 | 馬飼野俊一 | L-1120W  |
| 2 | 1973年 7月10日 | A面   | 初恋の散歩道   | 安井かずみ | 森田公一 | 馬飼野俊一 | L-1140W  |
| 2 | 1973年 7月10日 | B面   | 黒い瞳         | 安井かずみ | 森田公一 | 馬飼野俊一 | L-1140W  |
| 3 | 1974年 1月25日 | A面   | 愛の奏鳴曲     | なかにし礼 | 川口真   | 川口真     | L-1168W  |
| 3 | 1974年 1月25日 | B面   | 蝶々と雪だるま | なかにし礼 | 川口真   | 川口真     | L-1168W  |